# Alma (Enrico Ruggeri)
Alma è un album del cantautore italiano Enrico Ruggeri, pubblicato il 15 marzo 2019.

## Il disco
Il disco, che l'autore definisce «uno dei progetti più importanti della mia vita», è accompagnato dalla copertina disegnata dal pittore, imitatore e attore Dario Ballantini, da anni grande amico di Ruggeri.
La canzone Il pallone cantata in coppia con l'amico Ermal Meta è dedicata alla memoria del giovane attivista pakistano Iqbal Masih.
L'album ha esordito alla posizione numero 13 della classifica degli album FIMI e ha stazionato in top100 per 4 settimane consecutive.

## Tracce
1. Come lacrime nella pioggia - 3:27
2. Il costo della vita - 3:33
3. Un pallone (ft. Ermal Meta) - 4:24
4. Cuori infranti - 4:04
5. Supereroi - 3:31
6. Il labirinto - 3:54
7. L’amore ai tempi del colera - 4:24
8. Il treno va - 2:55
9. Il punto di rottura - 3:55
10. Cime tempestose - 3:44
11. Forma 21 - 4:18

## Formazione
- Enrico Ruggeri - voce
- Ermal Meta - artista ospite (traccia 3)
- Andrea Mirò - voce aggiuntiva (tracce 4, 6)
- Fortunato Saccà - basso
- Alex Polifrone - batteria, cori
- Paolo Zanetti - chitarra, cori
- Francesco Luppi - tastiera, cori
- Davide Brambilla - flicorno soprano (traccia 6)